# Rückersbach (Haggraben)
Der Rückersbach ist ein rechter Zufluss des Haggrabens im Landkreis Aschaffenburg im Vorspessart in Unterfranken.

## Geographie

### Verlauf

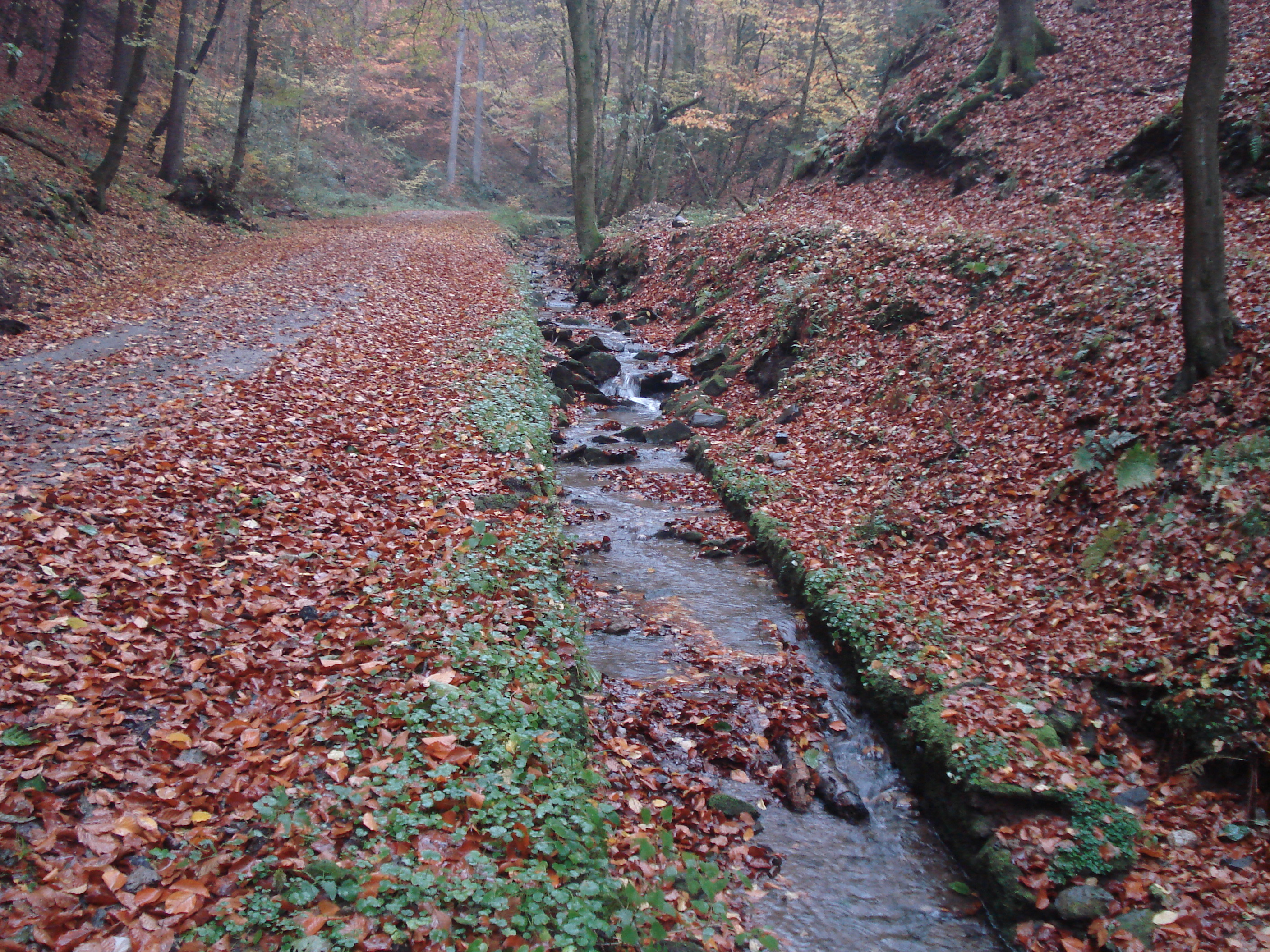
In der Rückersbacher Schlucht

Der Rückersbach entspringt beim gleichnamigen Ortsteil von Johannesberg und durchfließt die Rückersbacher Schlucht. Sie verläuft von Rückersbach bis zum Schluchthof bei Kleinostheim und ist für ihre steilen Wände und Felsen weithin bekannt. In der Schlucht führen über den Rückersbach mehrere kleine Steinbrücken. Am Schluchthof erreicht der Rückersbach eine flache Senke, wird künstlich nach Süden umgeleitet und knickt dann wieder in westliche Richtung ab. Das Bachbett verläuft heute im Graben der Straße nach Waldstadt. Nach etwa 500 m mündet der Rückersbach dann in den Haggraben.
Früher wurde der Rückersbach am Schluchthof nicht nur nach Süden, sondern auch in nördliche Richtung umgeleitet. Dieser Teilarm mündete dann etwas südlich des Häuserackerhofs in den Haggraben. Der Rückersbach war zeitweise ein Zufluss des Mains, der in diesem Urmaintal einst floss.

### Zuflüsse
- Pfählertsgraben (links)
- Herrzogsgraben[2]  (links)
- Fuchslochergraben[3] (links)
- Schanzgraben (rechts, zeitweilig trocken)
- Triebsgraben (links, zeitweilig trocken)

## Der Phonolith
In einem Seitental der Rückersbacher Schlucht gibt es einen unscheinbaren Steinbruch. Dieser war um 1900 in Betrieb und ist inzwischen vom Wald erobert worden. Dort gibt es ein merkwürdiges Gestein namens Phonolith. Es ist schmelzflüssigen Ursprungs wie ein Basalt, aber mit völlig anderer mineralogischer und chemischer Zusammensetzung.
Der Phonolithbruch der Rückersbacher Schlucht ist vom Bayerischen Landesamt für Umwelt als wertvolles Geotop (Geotop-Nummer: 671A001) ausgewiesen.
Siehe hierzu auch die Liste der Geotope im Landkreis Aschaffenburg.